# Замок Бінсфельд
Бінсфельд  (нім. Burg Binsfeld) — замок біля однойменного села в межах комуни Нерфеніх федеральної землі Північний Рейн-Вестфалія в Німеччині. Замок побудований на зламі готики і Раннього Відродження; про італійські впливи свідчить розташована на півночі будівлі лоджія. Фортифікація захищена ровом. Замок є одним з найважливіших світських споруд Рейнської області.

## Історія
Перші будівлі на місці нинішнього палацу відносяться до XIII-XIV століть і належали герцогам Юліх. Однак в 1397 році замок по суду перейшов у володіння лицарю Генріху Мулі фон Бінсфельд, чиє ім'я згодом перейняла й сама фортеця. Замок довгий час належав фон Бінсфельдам. До XVI століття фортеця втратила своє фортифікаційне значення. Рейнський ланддрост, нащадок першого господаря замку з роду Бісфельдів, Вернер фон Бінсфельд, вирішив перебудувати колишню фортецю під стилізовані житлові покої.
Колишній замковий рів став декоративним ставком. Основну будівлю надбудували третім поверхом. По кутах були зведені нові вежі: кругла з південного заходу і восьмикутна з північного сходу. До останньої приставили парадні сходи. Фасад з боку внутрішнього двору прикрашений двома аркадами: одна біля першого поверху, інша на балконі другого. Лоджії згодом, в 1960 році були реконструйовані. На парадних дверях будівельники накреслили Binsfeld-Nesselrode, а трохи нижче дату споруди — Anno 1553.
З тих пір і до середини XX століття будівлю займали житлові і господарські споруди, у фортеці змінився не один власник. У перші роки Другої світової війни велика частина ансамблю була знищена або серйозно пошкоджена від удару бомби. Проте вже до 1942 року після ретельної реставрації, комплекс був відновлений. В 1986 році замок став частиною приватної ферми. В 1990 році фортеці повернули історичний вигляд, в приміщеннях обладнали будинок престарілих на 180-200 місць.

## Архітектура
Замок побудований в стилі Раннього Відродження. Однак на фасаді чимало готичних і романських деталей, що характерно для німецьких замків того часу.

## Галерея

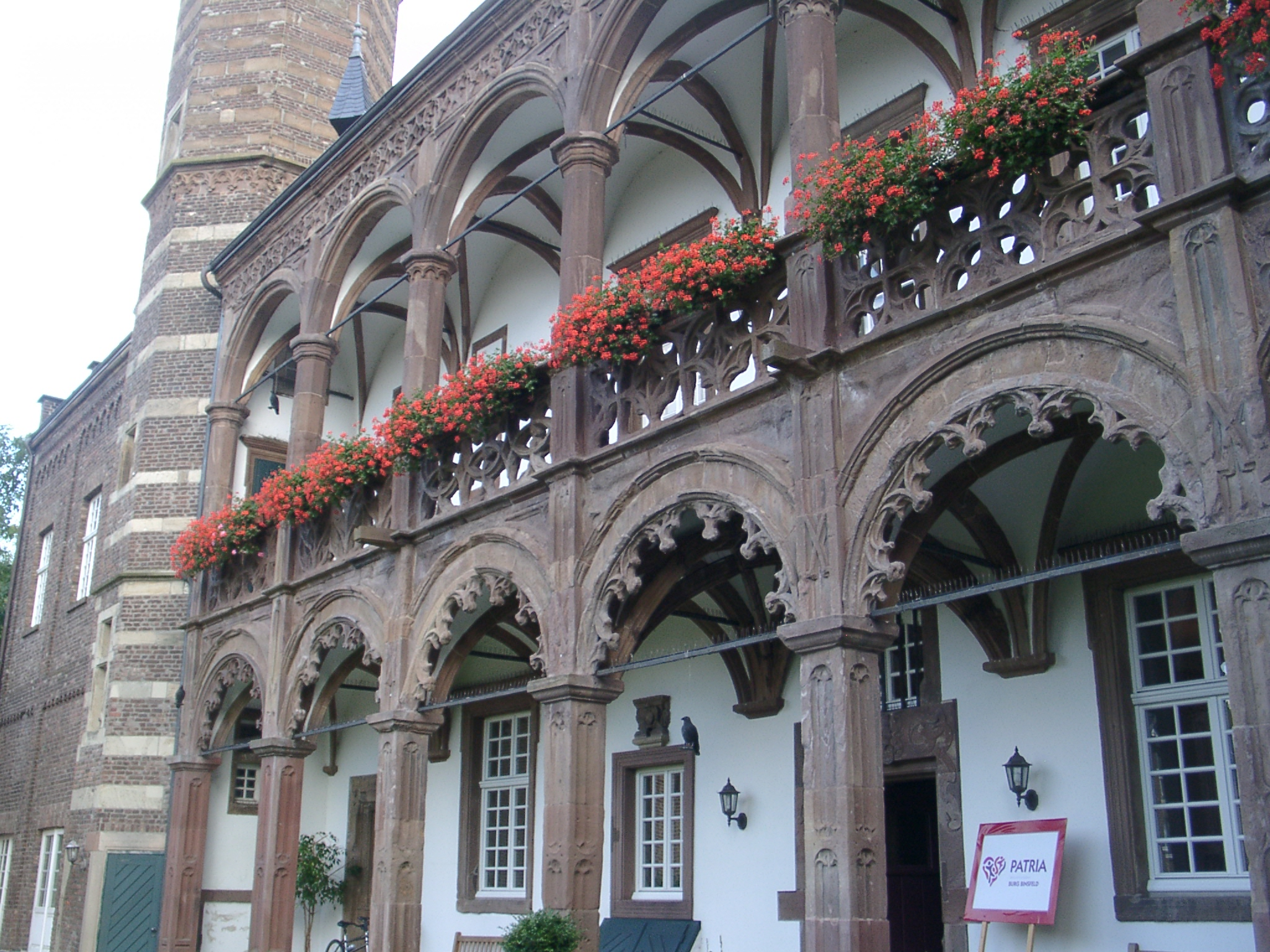
Двоповерхові лоджії
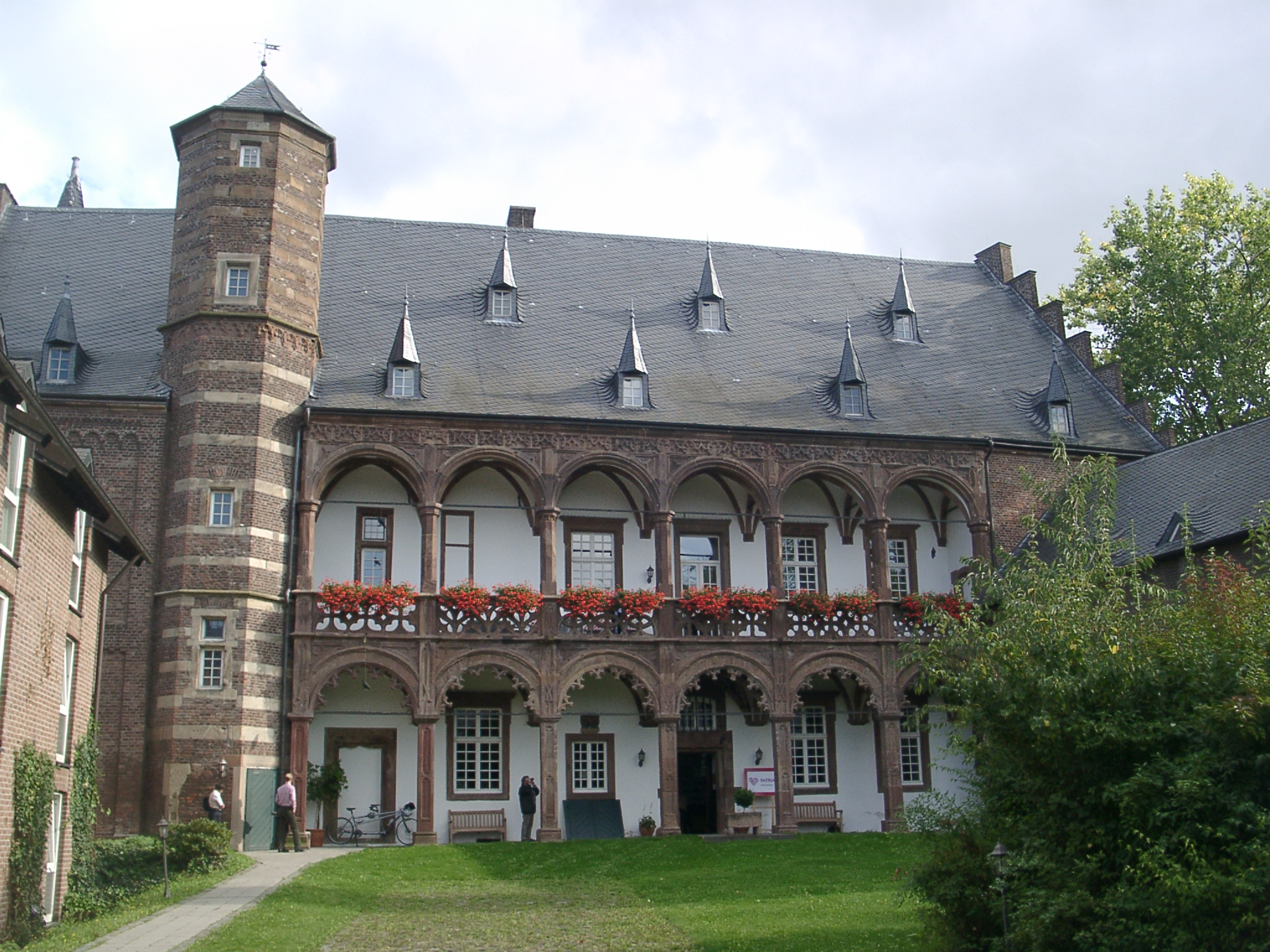
Аркади та восьмикутна вежа
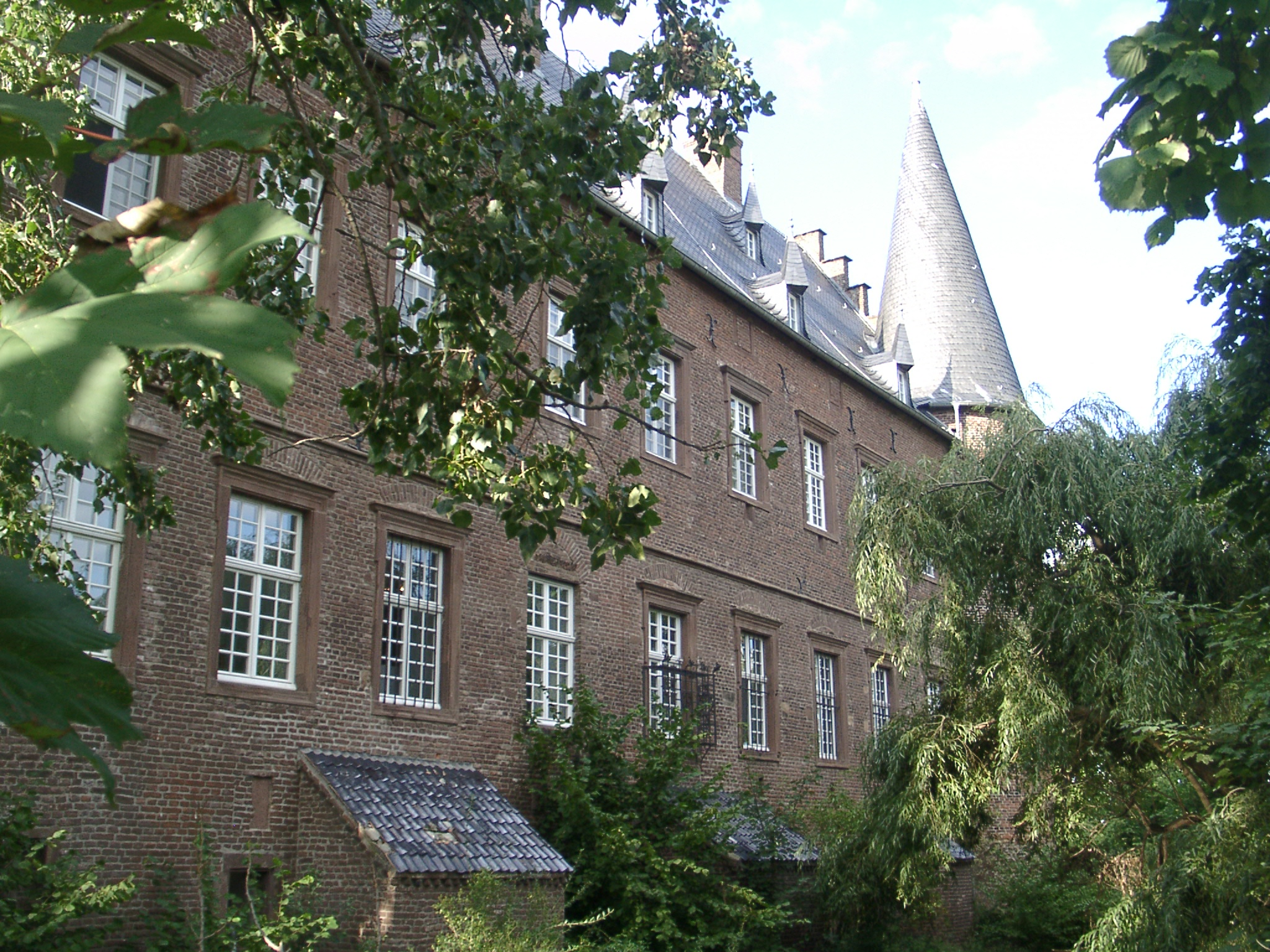
Замок з боку рову